# HD55568
HD55568 — хімічно пекулярна зоря спектрального класу A5, що має видиму зоряну величину в смузі V приблизно  6,1.
Вона  розташована на відстані близько 155,2 світлових років від Сонця.